# Franz-Xaver Bürkle
Franz-Xaver Bürkle (* 2. Januar 1948 in Baden-Baden) ist ein deutscher Koch, Fernsehkoch und Kochbuchautor.
Er ist Chef des Restaurants der Nahetal-Klinik in Bad Kreuznach. Bekannt wurde er unter anderem durch seine Auftritte in der Fernsehsendung Kochduell bei VOX.
Er ist verheiratet und Vater von zwei Söhnen.

## Veröffentlichungen
- Kochduell / Desserts. vgs, Köln 2001, ISBN 3-8025-1446-7.

| Personendaten    | Personendaten                                 |
| ---------------- | --------------------------------------------- |
| NAME             | Bürkle, Franz-Xaver                           |
| KURZBESCHREIBUNG | deutscher Koch, Fernsehkoch und Kochbuchautor |
| GEBURTSDATUM     | 2. Januar 1948                                |
| GEBURTSORT       | Baden-Baden                                   |